# Людингаузен-Вольф, Иван Павлович
Барон Иван Павлович Людингаузен-Вольф (Петер Иоганн Пауль Вольдемар фон Людингаузен-Вольф; нем. Peter Johann Paul Woldemar von Lüdinghausen genannt Wolff; 5 мая 1770 — 30 марта 1828) — русский военный деятель, генерал-майор (1815). Кавалер  ордена Святого Георгия 4 степени за Бородинское сражение. 

## Биография
Родился в 1770 году в Мюнстере. Происходил из немецкого баронского рода Людингаузен-Вольф. 
В 1798 году поступил прапорщиком в Тобольский мушкетёрский полк. В ходе Войны второй коалиции в 1799 году участвовал в неудачной совместной англо-русской высадке в Нидерландах.
Во время Войны четвёртой коалиции в рядах русской армии генерала Л. Л. Беннигсена принял участие в сражениях под Пултуском, Ландсбергом и при Прейсиш-Эйлау, где был ранен пулями в руку и ногу. 
В начале 1812 года, за несколько месяцев до начала Отечественной войны, был произведён в майоры и назначен командиром батальона Тобольского пехотного полка (ранее полк именовался мушкетерским), в котором непрерывно служил с 1798 года. 
Полк входил в состав 1-й Западной армии генерала М. Б. Барклая-де-Толли. В ходе Отечественной войны 1812 года Людингаузен-Вольф во главе своего батальона отличился в Смоленском сражении (произведён в подполковники), при Валутиной горе (орден Святого Владимира 4 степени с бантом). Особо отличился в Бородинском сражении (орден Святого Георгия 4 степени № 2496 (1129); приказом от 23 декабря 1812). 
При отступлении французов из России отличился в сражениях под Малоярославцем и под Вязьмой (золотая шпага с надписью «За храбрость»), а также под Красным (орден Святой Анны 2 степени).
В ходе Заграничных походов 1813—14 годов, также известных, как Война шестой коалиции и Освободительная война (в Германии), отличился в сражении при Лютцене (произведён в полковники; в том же сражении был тяжело ранен командир Тобольского полка полковник Ф. Ф. Трефорт). Также участвовал в сражении при Бауцене. Вновь отличился в Лейпцигском сражении (алмазы к ордену Святой Анны 2 степени). 
В 1814 году сражался при Бар-сюр-Об, Труа (орден Святого Владимира 3 степени), Арси-сюр-Об, участвовал во взятии Парижа, причём за отличие в этом последнем сражении год спустя был произведён в генерал-майоры (1815).
Также, за годы Войны шестой коалиции был дважды награждён прусским орденом «Pour le Mérite» (в 1813 и 1814 годах). 
В 1819 году был награждён орденом Святой Анны 1 степени.
В мирное время занимал следующий должности:
- Командир 5-й (на 1914 — 2-й) пехотной дивизии (и. д.; дважды (1822, 1823—24))
- Командир 1-й бригады 1-й пехотной дивизии (1826—27)
- Командир 18-й (на 1914 года — 11-й) пехотной дивизии (1827—28)

Находясь на этой последней должности, принял участие в Русско-турецкой войне 1828—29 годов и был смертельно ранен в ходе осады Браилова. Высочайшим приказом от 8 июня 1828 был исключён из списков умершим от ран.

## Семья
Был женат на  Вильгельмине фон Бутлер (1792—1870). От этого брака имел двух сыновей-генералов: Александра (1818–1884), генерал-майора (1859), и Евгения (1820–1884), генерал-майора (1864) и вице-директора Корпуса лесничих и Лесного департамента Министерства государственных имуществ, и двух дочерей.